# Fritz Geissler
Fritz Geissler (født 16. september 1921 i Wurzen, Sachsen - død 11. januar 1984 i Brandenburg, Tyskland) var en tysk komponist, professor, lærer og violinist.
Geissler studerede komposition og violin på College of Music at Berlin-Charlottenburg hos bl.a. Boris Blacher.
Han hører til en af datidens DDRs betydningsfulde komponister. Underviste i teori og komposition på Institute for Musical Education og University of Leipzig. Han blev senere professor i komposition på forskellige Musikkonservatorier i Dresden og Leipzig.
Geissler har skrevet 11 symfonier, 2 kammersymfonier, orkesterværker, operaer, kammermusik, balletmusik, kantater, oratorier, koncerter etc.

## Udvalgte værker
- Symfoni nr. 1 "Symfonisk suite" (1964-1965) - for orkester
- Symfoni nr. 2 (1962-1964) - for orkester
- Symfoni nr. 3 (1965-1966) - for orkester
- Symfoni nr. 4 (1967) - for orkester
- Symfoni nr. 5 (1968-1969) - for orkester
- Symfoni nr. 6 "Symfoni Koncertante" (1971) - for blæserkvintet og strygeorkester
- Symfoni nr. 7 (1972) - for orkester
- Symfoni nr. 8 (1974) - for solister, kor og orkester
- Symfoni nr. 9 (1974-1978) - for orkester
- Symfoni nr. 10 (1978) - for orkester
- Symfoni nr. 11 (1984) - for alt, mezzosopran og orkester
- Kammersymfoni nr. 1 (1954) - for orkester
- Kammersymfoni nr. 2 (1970) - for kammerorkester